# Christine Lahti
Pour les articles homonymes, voir Lahti (homonymie).
Christine Lahti est une actrice et réalisatrice américaine née le 4 avril 1950 à Birmingham (Michigan).

## Biographie
Christine Lahti est née le 4 avril 1950 à Birmingham (Michigan). Ses parents sont Elizabeth Margaret (née Tabar), une peintre et infirmière et Paul Theodore Lahti, un chirurgien.
Elle a deux frères, Paul Lahti Jr. et James Lahti et trois sœurs Carol, Catherine et Linda Lahti.
Elle a étudié à l'Université d'État de Floride et à l'Université du Michigan.

### Vie privée
Elle est mariée à Thomas Schlamme depuis 1983. Ils ont trois enfants, Wilson Lahti Schlamme (né en 1988) et des jumeaux Emma et Joseph Schlamme (nés en 1993).

## Filmographie

### Cinéma

#### Longs métrages
- 1979 : Justice pour tous (And Justice for All) de Norman Jewison : Gail Packer
- 1981 : Ladies and Gentlemen, The Fabulous Stains de Lou Adler : Tante Linda
- 1981 : C'est ma vie, après tout ! (Whose Life Is It Anyway?) de John Badham : Dr Clare Scott
- 1984 : Swing Shift de Jonathan Demme : Hazel
- 1986 : Just Between Friends d'Allan Burns : Sandy Dunlap
- 1987 : Housekeeping de Bill Forsyth : Sylvie
- 1987 : Stacking de Martin Rosen : Kathleen Morgan
- 1988 : À bout de course (Running on Empty) de Sidney Lumet : Annie Pope
- 1989 : Miss Firecracker de Thomas Schlamme : Clara Archer
- 1989 : Cours d'anatomie (Gross Anatomy) de Thom Eberhardt : Dr Rachel Woodruff
- 1990 : Funny About Love de Leonard Nimoy : Meg Lloyd Bergman
- 1991 : Le Docteur (The Doctor) de Randa Haines : Anne MacKee
- 1992 : Leaving Normal d'Edward Zwick : Darly Peters
- 1995 : Souvenirs de l'au-delà (Hideaway) de Brett Leonard : Lindsey Harrison
- 1996 : Pie in the Sky de Bryan Gordon : Ruby
- 1999 : Coupable d'amour (Judgment Day : The Ellie Nesler Story) de Stephen Tolkin : Ellie Nesler
- 2008 : Smart People de Noam Murro : Nancy
- 2008 : Yonkers Joe de Robert Celestino : Janice
- 2009 : Obsessed de Steve Shill : Inspecteur Reese
- 2010 : Flying Lessons de Derek Magyar : Caroline Conway
- 2012 : Touchback de Don Handfield : Thelma
- 2012 : Petunia d'Ash Christian : Felicia Petunia
- 2013 : Hateship, Loveship de Liza Johnson : Eileen
- 2015 : Safelight de Tony Aloupis : Peg
- 2015 : Touched with Fire de Paul Dalio : Sara
- 2016 : The Steps d'Andrew Currie : Sherry
- 2016 : Operator de Logan Kibens : Beth Larsen
- 2017 : Becks de Daniel Powel et Elizabeth Rohrbaugh : Ann
- 2019 : L'Extraordinaire Mr. Rogers (A Beautiful Day in the Neighborhood) de Marielle Heller : Ellen

#### Court métrage
- 1995 : Lieberman in Love d'elle-même : Shaleen

### Télévision

#### Séries télévisées
- 1978 : The Harvey Korman Show : Maggie Kavanaugh
- 1981 : Wolcott : Melinda Marin
- 1987 : Amerika : Alethea Milford
- 1994 : Frasier : Laura (voix)
- 1995 - 1999 : Chicago Hope : La Vie à tout prix (Chicago Hope) : Dr Kathryn Austin
- 2001 : Ally McBeal : Sydney Gale
- 2004 - 2005 : Jack et Bobby (Jack & Bobby) : Grace McCallister
- 2006 : Studio 60 on the Sunset Strip : Martha O'Dell
- 2009 : The Cleaner : Gail Nathanson
- 2009 : New York, unité spéciale (Law and Order : Special Victims Unit) : Sonya Paxton, substitut du procureur (saison 11, épisodes 1, 2, 3, 4 et 8)
- 2010-2011 : New York, unité spéciale : Sonya Paxton, substitut du procureur (saison 12, épisodes 9 et 17)
- 2012 - 2013 / 2016 / 2019 : Hawaii 5-0 : Doris McGarrett
- 2015 : Grace et Frankie (Grace & Frankie) : Lydia Foster
- 2015 - 2016 : The Good Wife : Andrea Stevens
- 2015 - 2017 : Blacklist (The Blacklist) : Laurel Hitchin
- 2017 - 2018 : The Good Fight : Andrea Stevens
- 2019 - 2022 : Evil : Sheryl Luria
- 2020 : Larry et son nombril (Curb Your Enthusiasm) : Elle-même

#### Téléfilms
- 1978 : Dr. Scorpion de Richard Lang : Tania Reston
- 1978 : The Last Tenant de Jud Taylor : Carol
- 1980 : The Henderson Monster de Waris Hussein : Dr Louise Casimir
- 1982 : Le Chant du bourreau (The Executioner's Song) de Lawrence Schiller : Brenda Nicol
- 1984 : Single Bars, Single Women d'Harry Winer : Elsie
- 1985 : Plus fort la vie (Love Lives On) de Larry Peerce : Marilyn
- 1989 : No Place Like Home de Lee Grant : Zan Cooper
- 1991 : Tremblement de cœur (Crazy from the Heart) de Thomas Schlamme : Charlotte Bain
- 1992 : The Fear Inside de Leon Ichaso : Meredith Cole
- 1992 : The Good Fight de John David Coles : Grace Cragin
- 1995 : The Four Diamonds de Peter Werner : Dr Burke/la magicienne Raptenahad
- 1996 : A Weekend in the Country de Martin Bergman : Ruth Oakley
- 1997 : Hope de Goldie Hawn : Emma Percy
- 2000 : Cabale médiatique (An American Daughter) de Sheldon Larry : Lyssa Dent Hughes
- 2002 : Une double vie (The Pilot's Wife) de Robert Markowitz : Kathryn Lyons
- 2002 : Women vs. Men de Chazz Palminteri : Dana
- 2003 : Cœur à prendre (Open House) d'Arvin Brown : Samantha Morrow
- 2003 : Out of the Ashes de Joseph Sargent : Gisella Perl
- 2004 : Quand la vie est Rose (Revenge of the Middle-Aged Woman) de Sheldon Larry : Rose
- 2004 : The Book of Ruth de Bill Eagles : Maylene
- 2009 : Vista Mar, hôpital militaire (Operating Instructions) d'Andy Tennant : Commandant Helen Keller
- 2013 : Beverly Hills Cop de Barry Sonnenfeld : Helen (téléfilm sorti en ligne en 2022)

### Réalisatrice
- 1995 : Lieberman in Love (court métrage)
- 1998 : Chicago Hope : La Vie à tout prix (saison 4, épisode 16)
- 2001 : My First Mister (long métrage)

## Distinctions

### Récompenses
- 1984 : New York Film Critics Circle : Meilleure actrice dans un second rôle pour Swing Shift
- 1992 : CableACE Awards de la meilleure actrice dans une mini-série ou un film pour Tremblement de cœur
- 1998 : Los Angeles Film Critics Association Award de la meilleure actrice pour À bout de course
- 1990 : Golden Globe de la meilleure actrice dans une mini-série ou un téléfilm pour No Place Like Home
- 1996 : Oscar du meilleur court métrage pour Lieberman in Love
- 1997 : Satellite Award de la meilleure actrice dans une série télévisée dramatique pour Chicago Hope : La Vie à tout prix
- 1998 : Primetime Emmy Award de la meilleure actrice dans une série télévisée dramatique pour Chicago Hope : La Vie à tout prix
- 1998 : Golden Globe de la meilleure actrice dans une série télévisée dramatique pour Chicago Hope : La Vie à tout prix
- 1998 : Lone Star Film & Television Awards : Meilleure actrice dans un second rôle pour Hope
- 2005 : Prism Award de la meilleure actrice dans une série télévisée dramatique pour Jack et Bobby
- 2005 : Women's Image Network Awards : Meilleure actrice dans une mini-série ou un téléfilm pour Quand la vie est Rose

### Nominations
- 1984 : Los Angeles Film Critics Association Award de la meilleure actrice dans un second rôle pour Swing Shift
- 1985 : Oscar de la meilleure actrice dans un second rôle pour Swing Shift
- 1985 : Golden Globe de la meilleure actrice dans un second rôle pour Swing Shift
- 1987 : Primetime Emmy Award de la meilleure actrice dans une mini-série ou un téléfilm pour Amerika
- 1987 : New York Film Critics Circle : Meilleure actrice pour Housekeeping
- 1988 : Golden Globe de la meilleure actrice dans un second rôle dans une série, une mini-série ou un téléfilm pour Amerika
- 1989 : Golden Globe de la meilleure actrice dans un film dramatique pour À bout de course
- 1990 : Primetime Emmy Award de la meilleure actrice dans une mini-série ou un téléfilm pour No Place Like Home
- 1993 : CableACE Awards de la meilleure actrice dans une mini-série ou un film pour The Fear Inside
- 1996 : CableACE Awards de la meilleure actrice secondaire dans une mini-série ou un film pour The Four Diamonds
- 1996 : Primetime Emmy Award de la meilleure actrice dans une série télévisée dramatique pour Chicago Hope : La Vie à tout prix
- 1996 : Screen Actors Guild Awards de la meilleure distribution pour Chicago Hope : La Vie à tout prix
- 1996 : Viewers for Quality Television Awards : Meilleure actrice dans une série télévisée dramatique pour Chicago Hope : La Vie à tout prix
- 1997 : Primetime Emmy Award de la meilleure actrice dans une série télévisée dramatique pour Chicago Hope : La Vie à tout prix
- 1997 : Golden Globe de la meilleure actrice dans une série télévisée dramatique pour Chicago Hope : La Vie à tout prix
- 1997 : Online Film and Television Association : Meilleure actrice dans une série télévisée dramatique pour Chicago Hope : La Vie à tout prix
- 1997 : Online Film and Television Association : Meilleure actrice dans une série télévisée pour Chicago Hope : La Vie à tout prix
- 1997 : Screen Actors Guild Awards de la meilleure distribution pour Chicago Hope : La Vie à tout prix
- 1997 : Viewers for Quality Television Awards : Meilleure actrice dans une série télévisée dramatique pour Chicago Hope : La Vie à tout prix
- 1998 : Primetime Emmy Award de la meilleure actrice dans une série télévisée dramatique pour Chicago Hope : La Vie à tout prix
- 1998 : Screen Actors Guild Awards de la meilleure distribution pour Chicago Hope : La Vie à tout prix
- 1998 : Viewers for Quality Television Awards : Meilleure actrice dans une série télévisée dramatique pour Chicago Hope : La Vie à tout prix
- 1999 : Primetime Emmy Award de la meilleure actrice dans une série télévisée dramatique pour Chicago Hope : La Vie à tout prix
- 1999 : Online Film and Television Association : Meilleure actrice dans une série télévisée dramatique pour Chicago Hope : La Vie à tout prix
- 1999 : Screen Actors Guild Awards de la meilleure distribution pour Chicago Hope : La Vie à tout prix
- 2001 : Golden Globe de la meilleure actrice dans une mini-série ou un téléfilm pour Cabale médiatique
- 2001 : Festival international du film de Chicago : Meilleur long métrage pour My First Mister
- 2005 : Golden Globe de la meilleure actrice dans une série télévisée dramatique pour Jack et Bobby
- 2005 : Screen Actors Guild Awards de la meilleure actrice dans une série dramatique pour Jack et Bobby
- 2007 : Online Film Critics Society : Meilleure actrice invité une série télévisée dramatique pour Studio 60 on the Sunset Strip
- 2011 : Prism Award de la meilleure actrice dans une série télévisée dramatique pour New York, unité spéciale
- 2022 : Critics' Choice Movie Awards de la meilleure actrice dans une série télévisée dramatique pour Evil
- 2022 : Critics' Choice Super Awards de la meilleure actrice invitée dans une série télévisée d'horreur pour Evil